# Two tone
Two Tone, ou somente 2 Tone, é o nome atribuído à segunda geração do ska, formada em torno da gravadora 2 Tone Records do tecladista Jerry Dammers do The Specials, que surgiu em Coventry na Inglaterra durante o final dos anos 70 e início dos anos 80.
O nome remete ao fato de várias bandas de ska ter dois vocalistas sendo quase que na maioria um negro e um branco - daí o nome two tone (dois tons).
Além da música, uma característica era a meneira de se vestir. A moda Two-Tone consiste em uma mistura do visual sessentista dos rude boys jamaicanos, com um toque de detalhes mais atuais, como algo de mini-mod e de suedehead. Porkpie hats (um tipo de chapéu), óculos escuros, ternos de mohair, camisas de colarinho abotoado nas pontas, meias brancas e sapatos pretos, que caracterizaria o famoso logotipo da 2-Tone conhecido como Walt Jabsco: uma caricatura de rude boy de corpo inteiro, que aparecia parado de mão no bolso ou em posição típica do passista de ska dançando.